# 谢讷布兰
谢讷布兰（法語：Chennebrun，法語發音：[ʃɛnəbʁœ̃]）是法国厄尔省的一个市镇，属于埃夫勒区。

## 地理
谢讷布兰（48°40'47"N, 0°46'54"E）面积2.92 平方千米，位于法国诺曼底大区厄尔省，该省份为法国北部内陆省份，北起滨海塞纳省，西接奧恩省和卡爾瓦多斯省，南至厄尔-卢瓦省，东临瓦兹省、瓦兹河谷省和伊夫林省。
与谢讷布兰接壤的市镇（或旧市镇、城区）包括：阿夫尔河畔阿尔芒蒂耶尔、博略。

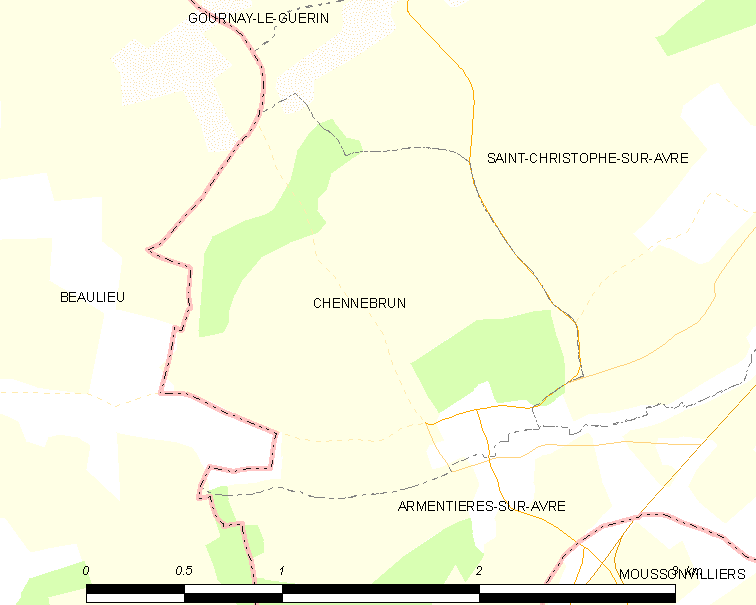
谢讷布兰的OSM定位图

谢讷布兰的时区为UTC+01:00、UTC+02:00（夏令时）。

## 行政
谢讷布兰的邮政编码为27820，INSEE市镇编码为27155。

## 政治
谢讷布兰所属的省级选区为阿夫尔河和伊通河畔韦尔讷伊县。

## 人口

1962-2008年间谢讷布兰人口变化图示

谢讷布兰于2022年1月1日时的人口数量为100人。